# Ковачик, Адам
Адам Хергели Ковачик (венг. Ádám Gergely Kovácsik, 4 апреля 1991, Будапешт, Венгрия) — венгерский футболист, вратарь клуба «Мезёкёвешд».
В 2017 году провёл одну игру за сборную Венгрии

## Клубная карьера
Варга родился в столице Венгрии — Будапешт. Роланд — воспитанник клубов «Гонвед», «Ференцварош». В 2007 году покинул Венгрию и отправился в Италию, как и его партнер по юношеской сборной Венгрии Роланд Варга, в клуб «Реджана», в которой и сыграл первый профессиональный матч в чемпионате Италии (Cерии B). За 4 года в составе «ласточек» сыграл 32 матча. В 2012 году отправился в аренду, в клуб «Фолиньо», за который сыграл 11 матчей и пропустил 15 мячей. В 2013 году вновь отправился в аренду, на этот раз в итальянскую «Павию». За «синих» сыграл 27 матчей и пропустил 29 голов.